# Oberea yasuhikoi
Oberea yasuhikoi là một loài bọ cánh cứng trong họ Cerambycidae.